# Мюлехольц
Мюлехольц (нем. Mühleholz) — деревня в Лихтенштейне, расположенная в южной части коммуны Шан вдоль швейцарской границы на берегу Рейна, севернее границы коммуны Вадуц, между общиной Шан и деревней Эбенхольц.
Дорога Ландштрассе 28 делит Мюлехольц на две части: Верхний Мюлехольц (Ober Mühleholz) и Нижний Мюлехольц (Under Mühleholz). Часть деревни лежит в коммуне Вадуц. Большая часть деревни равнинная, но в Верхнем Мюлехольце высота превышает 500 метров.
В деревне находится туристическая компания Concordia и три довольно крупных отеля.
Мюлехольц вплотную примыкает к близлежащим населённым пунктам: на северо-западе к Шану, а на юго-востоке — к Эбахольцу, отделяясь от них только зелёными насаждениями.
В деревне находится автобусная остановка «Vaduz, Mühleholz» (автобусы ходят с 14:00 до 23:30).